# سهره کوهستانی کوچابامبا
سهره کوهستانی کوچابامبا (نام علمی: Compsospiza garleppi) نام یک گونه از تیره فرخنده است.